# Festone (astronomia)

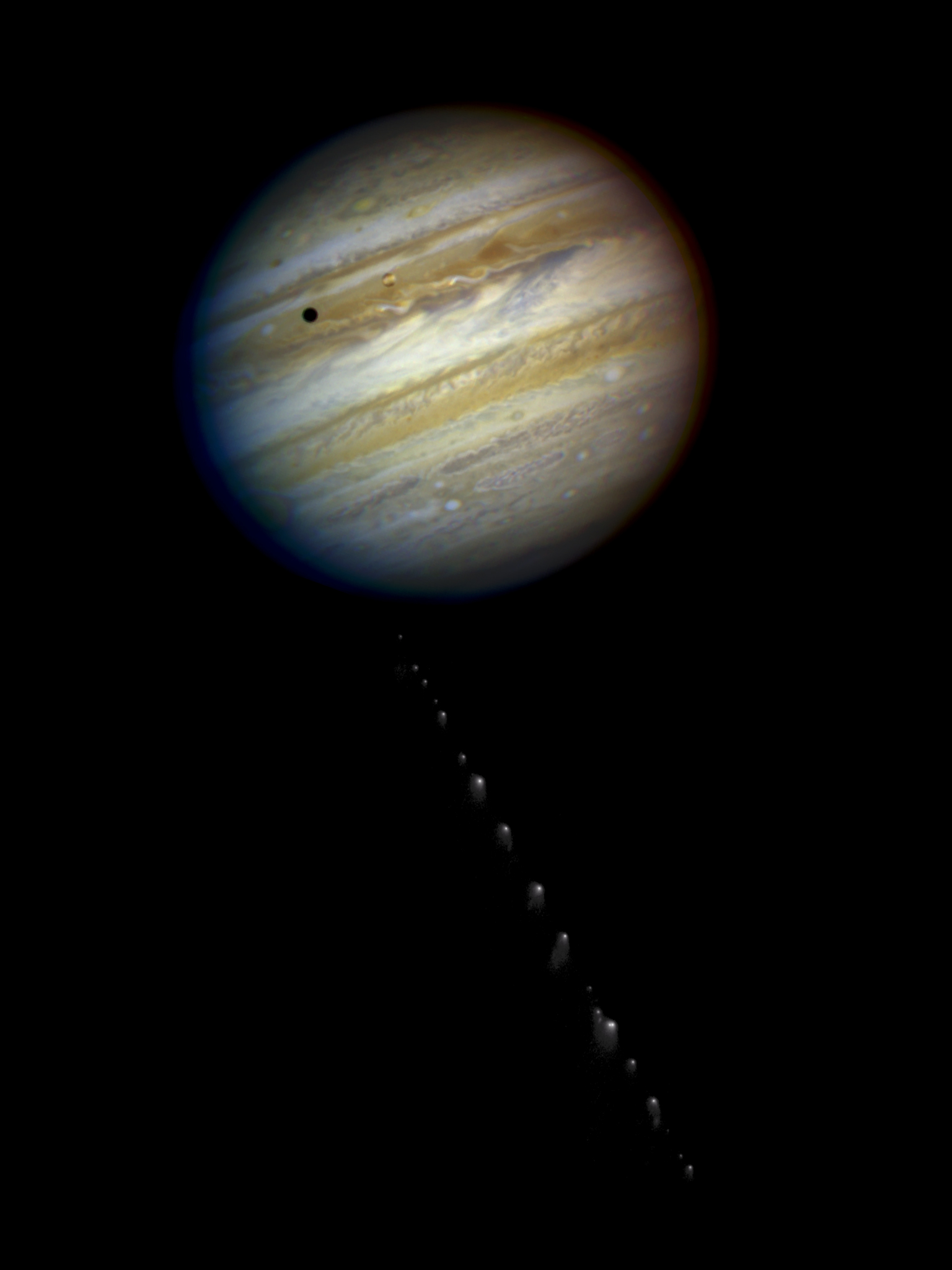
Il festone è quel prolungamento di gas scuro nella zona equatoriale del pianeta

Il festone è una struttura caratteristica dell'atmosfera di Giove. Esso è un prolungamento della banda equatoriale nord (NEB) che si congiunge spesso con la banda equatoriale del pianeta la (EB), mentre altre volte il festone è un semplice arco di materia che "ricade" sulla NEB. Di colore variabile, dall'azzurro al marrone, i festoni sono ampiamente presenti e facilmente osservabili al telescopio con diametri medi.